# جيمس إل. كونولي
جيمس إل. كونولي هو سياسي كندي، ولد في 1909، وتوفي في 1982 بهاليفاكس في كندا. حزبياً، نشط في الحزب الليبرالي في نوفا سكوشا ‏. وقد انتخب عضو مجلس نواب نوفا سكوتيا.